# Grochowiska (województwo zachodniopomorskie)
Grochowiska – osada w Polsce położona w województwie zachodniopomorskim, w powiecie szczecineckim, w gminie Szczecinek.
Zobacz też: Grochowiska.